# Platycercus
Platycercus is een geslacht van vogels uit de familie Psittaculidae (papegaaien van de Oude Wereld). Deze vogels zijn ongeveer 28 tot 38 centimeter groot.

## Soorten
Het geslacht kent de volgende soorten:
- Platycercus adscitus – Bleekkoprosella
- Platycercus caledonicus – Geelbuikrosella
- Platycercus elegans – Pennantrosella
- Platycercus eximius – Prachtrosella
- Platycercus icterotis – Stanleyrosella
- Platycercus venustus – Zwartkoprosella